# Võ Chu
Võ Chu hay Võ Châu (tiếng Trung: 武周; bính âm: Wǔ Zhōu; 690 - 705) hay Nam Chu (tiếng Trung: 南周;) là triều đại do Võ Tắc Thiên sáng lập. Võ Tắc Thiên là vị nữ hoàng đế duy nhất được lịch sử Trung Quốc thừa nhận, nắm quyền 21 năm, và cũng là hoàng đế duy nhất cai trị triều đại.
Võ Chu vẫn sử dụng hệ thống văn hóa phong tục tập quán của nhà Đường. Võ Tắc Thiên vừa là hoàng hậu của nhà Đường, lại vừa là sinh mẫu của hai vị hoàng đế Đường triều, nhưng là người trước tiên muốn diệt nhà Đường. Sau khi chết, trở về với thân phận hoàng hậu nhà Đường, được an táng ở Càn lăng. Cũng vì vậy mà lịch sử thường không công nhận Võ Chu là một triều đại độc lập, mà gộp chung nó với lịch sử nhà Đường.

## Lịch sử

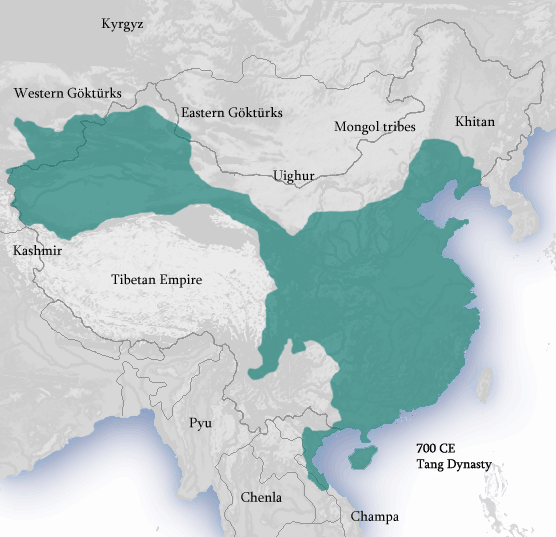
Lãnh thổ triều đại Võ Chu khoảng năm 700

Năm 684, Võ Tắc Thiên bãi bỏ Lý Hiển hay còn gọi là Đường Trung Tông, đổi thành Lư Lăng vương, đày tới Phòng Châu. Lập đứa con thứ 4 Dự vương Lý Đán lên ngôi vua, tức Đường Duệ Tông.
Năm 690, thiên mạng Võ Tắc Thiên là người được nhắc tới trong Đại Vân Chân Kinh, là hóa thân của Phật Di-lặc hạ phàm, là chủ nhân của thiên hạ. Sau đó, bãi bỏ Đường Duệ Tông mà xưng đế, thay đổi đất nước, thao đổi cấp bậc tên gọi. Dời kinh đô về Đông Đô (Lạc Dương), đổi tên là Thần Đô (tuy nhiên tên kinh đô trên pháp luật của triều đại Võ Chu vẫn là Trường An), lịch sử gọi triều đại này là Võ Chu.
Thời kỳ Võ Chu, do bạo quyền của chế độ chuyên chế, việc trọng dụng các quan lại tàn nhẫn như Châu Hưng, Lai Tuấn Thần. Đồng thời các triều thần không chấp nhận chuyện Võ Tắc Thiên sở hữu Nam sủng, bởi nó đã phá hủy chế độ đa thê trong lịch sử Trung Quốc hàng ngàn năm qua, cũng do vậy khi đề cập tới bà, thông thường lịch sử sẽ nói bà là một người phụ nữ không biết hổ thẹn, độc ác, xấu xa, tàn nhẫn, dâm đãng và thủ đoạn.
Võ Tắc Thiên có tài trị nước, chủ yếu là việc đả kích tập đoàn Quan Lủng (关陇集团) của Công Khanh Môn Phiệt. Bắt đầu đổi mới khoa cử chính là chấm dứt thí chế của khảo thí, lấy chọn lựa thích hợp dùng hiền sĩ. Biết tính toán có thể trọng dùng hiền tài như Địch Nhân Kiệt, Trương Giản Chi, Hoàn Ngạn Phạm, Kính Huy và Diêu Sùng.
Quốc gia ở giữa thời kỳ chủ chánh, chính sách ổn định, binh lược thỏa thiện, văn hóa phục hưng, bá tánh muôn dân cơm no áo ấm, an cư lạc nghiệp. Trở thành kỳ tôn khai nguyên trị quốc của Đường Huyền Tông, đánh hạ cơ sở quan trọng cực kỳ. Lịch sử gọi là Võ Chu Chi Trị (武周之治).
Theo đó Võ Tắc Thiên ngày càng già yếu, cháu trai của bà là Võ Thừa Tự và Võ Tam Tư một mực mưu cầu ngôi vị Đông Cung. Nhưng mà, đa phần triều thần nghiêng về Lư Lăng vương Lý Hiển tức Đường Trung Tông, mục đích hy vọng sẽ khôi phục hoàng thất Lý Đường. Võ Tắc Thiên đã có lựa chọn sau khi nghe lời can ngăn của Địch Nhân Kiệt " Chỉ nghe qua con cái tế bái mẫu thân, chưa từng nghe cháu trai đặt bài vị của cô mẫu trong miếu đường", liền hạ chỉ đón Lư Lăng vương về triều. Lý Hiển đổi sang họ Võ để kế thừa đế vị, nối tiếp dòng chảy vận mạng của nhà Võ Chu. Nhưng sự nhu nhược của Lý Hiển khiến cho bà không thể yên tâm được.
Tháng một nguyên năm Thần Long (năm 705), Võ Tắc Thiên lâm trọng bệnh, triều thần Trương Giản Chi, Kính Huy, Thôi Huyền Vĩ, Viên Thứ Kỉ và Hoàn Ngạn Phạm chờ người khởi binh, giết chết anh em Trương Dịch Chi và Trương Xương Tông trước mặt Võ Tắc Thiên. Lý Hiển khôi phục ngôi vua, lịch sử gọi là cách mạng Thần Long. Theo đó Đường Trung Tông phục vị, khôi phục quốc hiệu Đại Đường, kết thúc triều đại Võ Chu. Sau khi Võ Tắc Thiên thoái vị, hoàng thất tôn xưng bà trở thành Võ Tắc Thiên Đại Thánh hoàng đế, nhưng mà di chế của bà muốn đổi đế hiệu thành Võ Tắc Thiên Đại Thánh thiên hậu. Tháng 11 cùng năm, do bệnh mà qua đời tại Thượng Dương Cung, hưởng thọ 82 tuổi.

## Quân chủ nhà Võ Chu
| Quy ước: Sử dụng tên riêng        |                                                           |                                   |                   | |
| Miếu hiệu                         | Thụy hiệu                                                 | Họ và Tên                         | Giai đoạn cai trị | Niên hiệu và khoảng thời gian sử dụng |
|                                   | Tề Thánh hoàng đế (Võ Tắc Thiên truy thụy)                | Tự Khải (姒启)                    |                   | |
| Khai Tổ (Võ Tắc Thiên truy tôn)   | Văn hoàng đế (Võ Tắc Thiên truy thụy)                     | Cơ Xương (姬昌)                   |                   | |
| Duệ Tổ (Võ Tắc Thiên truy tôn)    | Khang hoàng đế (Võ Tắc Thiên truy thụy)                   | Cơ Võ (Có thể là nhân vật hư cấu) |                   | |
| Nghiêm Tổ (Võ Tắc Thiên truy tôn) | Thành hoàng đế (Võ Tắc Thiên truy thụy)                   | Võ Khắc Dĩ (武克己)               |                   | |
| Túc Tổ (Võ Tắc Thiên truy tôn)    | Chương Kính hoàng đế (Võ Tắc Thiên truy thụy)             | Võ Cư Thường (武居常)             |                   | |
| Liệt tổ (Võ Tắc Thiên truy tôn)   | Hồn Nguyên Chiêu An hoàng đế (Võ Tắc Thiên truy tôn)      | Võ Kiệm (武俭)                    |                   | |
| Hiển Tổ (Võ Tắc Thiên truy tôn)   | Lập Cực Văn Mục hoàng đế (Võ Tắc Thiên truy tôn)          | Võ Hoa (武华)                     |                   | |
| Thái Tổ (Võ Tắc Thiên truy tôn)   | Vô Thượng Hiếu Minh Cao hoàng đế (Võ Tắc Thiên truy thụy) | Võ Sĩ Hoạch (武士彟)              |                   | |
| Không có                          |                                                           | Võ Chiếu (武曌)                   | 690-705           | Thiên Thụ (天授): 16, tháng 11, 690 - 21 tháng 4, 692 (18 tháng) Như Ý (如意): 22 tháng 4- 22 tháng 10, 692 (6 tháng) Trường Thọ (長壽): 23 tháng 10, 692 - 8 tháng 6, 694 (19 ½ tháng) Duyên Tái (延載): 9 tháng 6, 694 - 21 tháng 1, 695 (7 ½ tháng) Chứng Thánh (證聖): 22 tháng 1 - 21 tháng 10, 695 (9 tháng) Thiên Sách Vạn Tuế (天冊萬歲): 22 tháng 10, 695 - 19 tháng 1, 696 (3 tháng) Vạn Tuế Đăng Phong (萬歲登封): 20 tháng 1 - 21 tháng 4, 696 (3 tháng) Vạn Tuế Thông Thiên (萬歲通天): 22 tháng 4, 696 - 28 tháng 9, 697 (17 tháng) Thần Công (神功): 29 tháng 9 - 19 tháng 12, 697 (2 ½ tháng) Thánh Lịch (聖曆): 20 tháng 12, 697 - 26 tháng 5, 700 (29 tháng) Cửu Thị (久視): 27 tháng 5, 700 - 14 tháng 2, 701 (8 ½ tháng) Đại Túc (大足): 15 tháng 2 - 25 tháng 11, 701 (9½ tháng) Trường An (長安): 26 tháng 11, 701 - 29 tháng 1, 705 (38 tháng) Thần Long (神龍): 30 tháng 1 - 3 tháng 3, 705 (Nhà Chu bị bãi bỏ vào ngày 3 tháng 3 năm 705 và nhà Đường được tái lập ngay ngày hôm đó, nhưng giai đoạn Thần Long kéo dài tới tận năm 707) |